# Collación
El término collación (del latín collatio, "reunión", "contribución") es una voz muy usada en épocas anteriores y significa lo mismo que barrio o parroquia. Las ciudades y villas grandes en sus ordenanzas solían estar divididas por collaciones y cada collación, al cargo de un jurado.
En 1463 se hizo en Jaén un ensayo para dar una nueva organización al ejército feudal, principalmente a la infantería, compuesta de espingarderos, ballesteros o lanceros con escudo, que se dividieron en collaciones al mando de jurados y éstas en decenas o decurias con sus decenarios. En esta forma pasaron alarde el 8 de mayo y

...mandó dar (el Condestable D. Miguel Lucas) una librea de su cámara de capuces pequeños de muy fino paño azul y amarillo a meitades con flocaduras de aquella manera... y luego encabalgó en una jacanea e fizo apartar toda la otra gente de los ballesteros, é cada collación por si fizo su alarde, do fallaron aquel dia 1500 ballesteros de nómina muy bien aderesados con buenas ballestas é aljabas con su almacén. [Durante la asamblea se empleó esta tropa todos los domingos en los ejercicios militares y] para los que sobresalían mandaba poner de su cámara ciertas joyas, conviene á saber, camisas moriscas e tocas turcas, e gentiles almaizares é capirotes moriscos de muy linos paños, bien fechos é borceguíes é marloquies.
Clonard. Hist. org. T. I. pág. 371

La Crónica citada por el autor como manuscrita ha sido posteriormente impresa en el Memorial Histórico Español.